# Tatras orientales
Les Tatras orientales sont une partie du massif des Tatras qui regroupent les Hautes Tatras et les Belianske Tatras dans les Carpates occidentales.
Ces deux massifs sont séparés par la vallée de Kôprová dolina.